# Barbara Jordan (femme politique)
Pour les articles homonymes, voir Barbara Jordan et Jordan.
Barbara Charline Jordan, née le 21 février 1936 à Houston dans l'état du Texas et morte le 17 janvier 1996 à Austin dans le Texas, est une personnalité politique américaine, avocate, professeure de droit et un des chefs de file du mouvement américain des droits civiques.

## Biographie

### Jeunesse et formation
Barbara Charline Jordan est la cadette des trois filles d'Arlyne Patten Jordan, une femme de ménage, et du révérend Benjamin Meredith Jordan un ouvrier et prêcheur chrétien baptiste. Son père participe à la création de la branche texane de la National Association for the Advancement of Colored People (NAACP). Son grand père maternel, Edward Patton, fut le seul afro-américain à siéger à la Chambre des représentants du Texas de 1891 à 1893,. 
Elle suit ses études secondaires à la Wheatley High School (Houston) (en). 
Barbara est admise à la Texas Southern University (en) où, en 1956, elle obtient le baccalauréat universitaire en science politique avec la mention honorifique cum laude. Elle y devient également présidente locale de la sororité Delta Sigma Theta,.
Barbara Jordan poursuit ses études universitaires à la faculté de droit de l'université de Boston (faculté de droit de l'université de Boston), où, en 1959, elle réussit  le Bachelor of Laws (licence en droit) puis elle s'inscrit aux barreaux du Massachusetts et du Texas,.

### Carrière

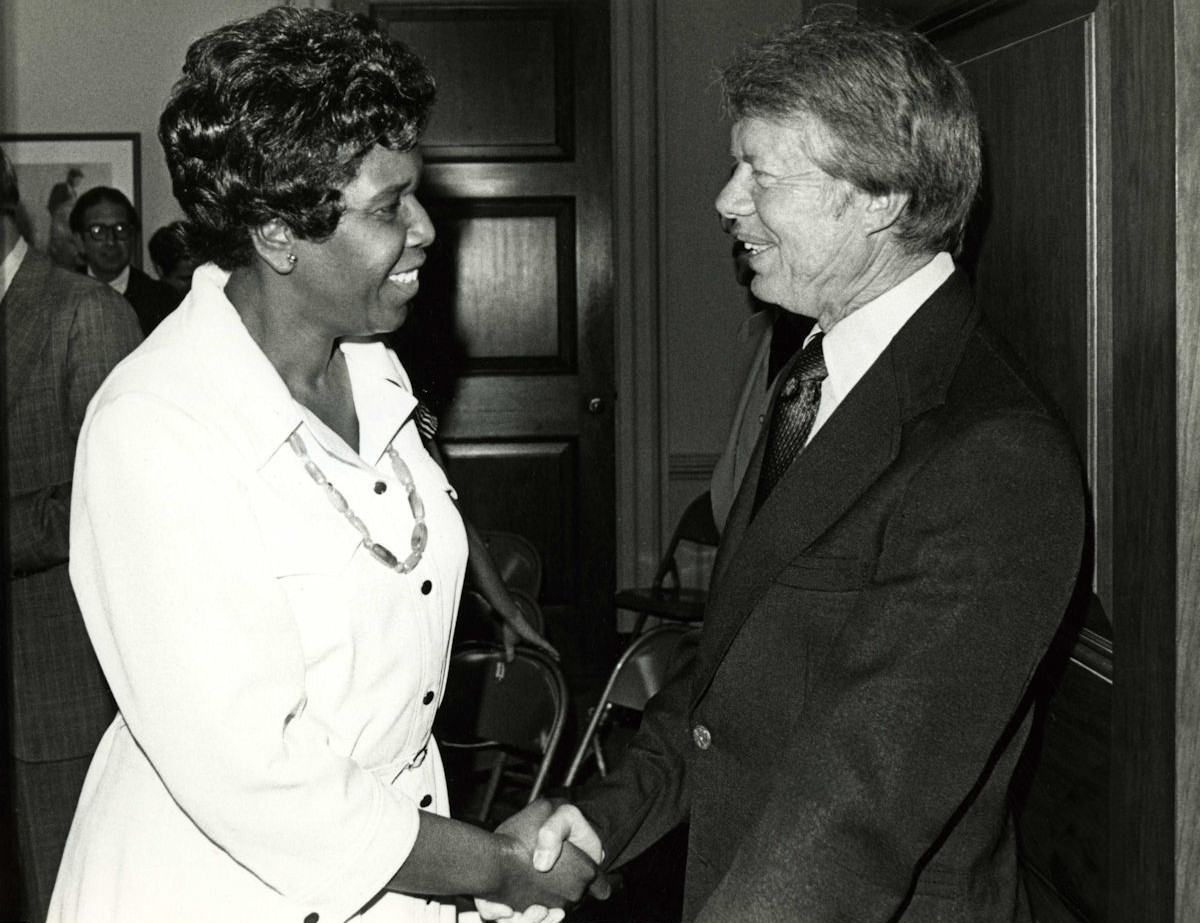
Barbara Jordan et le président Jimmy Carter, vers 1977.

Ses études achevées, elle enseigne les sciences politiques au Tuskegee Institute, puis elle ouvre son cabinet d'avocate à Houston,. 
Membre du Parti démocrate, elle participe à la campagne présidentielle de John Fitzgerald Kennedy et Lyndon B. Johnson. Barbara, au nom du Parti démocrate, pose sa candidature pour les élections sénatoriales du Texas mais n'est élue ni 1962 ni en 1964, mais en 1966, elle gagne les élections. C'est ainsi, qu'elle devient la première personnalité afro-américaine à être élue au Sénat du Texas depuis 1883, durant la période dite de la Reconstruction. Le 21 mars 1967 Barbara Jordan est élue présidente du Sénat du Texas. Elle sera réélue en 1968, pour un nouveau mandat de sénatrice du Texas. 
En 1972, elle se présente aux élections à la Chambre des représentants, elle y siège de 1973 à 1979, devenant la première personnalité afro-américaine du Texas à y être élue. 
Elle se fait connaitre à l'occasion de la procédure d’impeachment visant le président Richard Nixon à la suite du scandale du Watergate. Alors qu'elle siège à la Commission des affaires judiciaires de la Chambre des représentants / United States House Committee on the Judiciary, Barbara tient un discours devant les médias le 25 juillet 1974 où elle exprime l'indignation des Américains et liste les obligations de Richard Nixon envers la Constitution des États-Unis et les actes répréhensibles qu'il a commis. Sa rhétorique, son style ont précipité la destitution de Richard Nixon. Ce discours est considéré comme l'un des grands discours de l'histoire des États-Unis,. 
Elle est la première femme afro-américaine à tenir un discours liminaire en tant que conférencière d'honneur pour l'ouverture de la Convention nationale démocrate de 1976 dans lequel elle rappelle les devoirs d'exemplarité des élus, les valeurs fondatrices du parti Démocrate,. 
La progression de la sclérose en plaques (diagnostiquée en 1973) la force à mettre un terme à sa vie d'élue en 1979 pour devenir professeure de droit à l'université du Texas à Austin et à la Lyndon B. Johnson School of Public Affairs (en), Barbara Jordan donne ses cours en fauteuil roulant,.

### Actions législatives menées à la Chambre des représentants des États-Unis
Son activité fut intense, elle a participé à diverses commissions (justice, éducation, travail, budget), elle a été rapporteuse de lois :
- Consumer Goods Pricing Act, déposée le 14 mai 1975 sous la référence H.R.6971[21] ;
- A bill for the relief of Carmen Thomas, déposée le 10 juillet 1975, sous la référence H.R.8557[22] ;
- A bill for the relief of Dr. Lawrence C. B. Chan, déposée le 13 janvier 1977, sous la référence H.R.1934[23].

L'ensemble de son travail de députée est consultable sur le site du Congrès des États-Unis.

### Vie privée
Barbara Jordan, afin de ménager sa vie politique, fut toujours très discrète sur son homosexualité et sa relation commencée en 1960 avec sa compagne Nancy Earl, ces données ne furent révélées qu'après sa mort, notamment par les biographies de Barbara Jordan rédigées par Harry Preston et Austin Teutsch (Barbara Jordan: The Biography, éditée en 1997) pour le Centre d'histoire d'Austin et par Mary Beth Rogers (Barbara Jordan: American Hero, éditée en 1998 et rééditée en 2000),,,,.

### Fin de vie
Barbara Jordan décède chez elle des suites de la sclérose en plaques, à laquelle se sont rajoutées une leucémie et une pneumonie.
Barbara repose au Texas State Cemetery (en), (elle est la première femme afro-américaine à être enterrée dans le cimetière d'État du Texas).

## Archives
Les archives de Barbara Jordan sont déposées et consultables à la bibliothèque de la Texas Southern University (en), comprenant, entre autres, plus de 200 photographies.

## Œuvres
- (en) a Self-Portrait, Doubleday Books, 1979, 269 p. (ISBN 9780385135993),
- (en) Speaking the Truth with Eloquent Thunder, University of Texas Press, 2007 (ISBN 9780292716377, 96)

## Prix, distinctions et hommages
- 1984 : cérémonie d'admission au musée consacré aux femmes texanes illustres le Texas Women's Hall of Fame[37],
- 1990 : cérémonie d'admission au musée consacré aux femmes américaines illustres le National Women's Hall of Fame[38].
- 1992 : récipiendaire de la médaille Spingarn décernée par la National Association for the Advancement of Colored People[39],
- 1993 : lauréate du prix Elizabeth Blackwell décerné par les Hobart and William Smith Colleges (en)[40],
- 1994 : récipiendaire de la médaille présidentielle de la Liberté, décernée par le président Bill Clinton[41].
- 1995 : lauréate du Sylvanus Thayer Award (en) décerné par l'Académie militaire de West Point[42],[43],

Elle est membre du conseil des jurés des Peabody Awards, qui récompense l'excellence dans les domaines de la radio et de la télévision, de 1978 à 1980.
En 2009, une statue de Barbara Jordan (réalisée par le sculpteur californien Bruce Wolfe (en))  est érigée sur le campus de la Lyndon B. Johnson J School of Public Affairs,.

## Dans la fiction
Dans The Glorias (2020), biopic sur Gloria Steinem, son rôle est interprété par Margo Moorer.